# That Man Is Forward
That Man Is Forward – album brytyjskiego puzonisty jamajskiego pochodzenia Rico Rodrigueza. Ukazał się na rynku 1 marca 1981 roku nakładem wytwórni 2 Tone Records. Producentami albumu byli  Dick Cuthell i Rico Rodriguez.
Wersja CD ukazała się w 1998 roku nakładem Reggae Retro Records.
W nagraniach wzięli udział znani z The Skatalites Cedric Brooks i Jah Jerry, oraz znani z duetu Sly & Robbie Robbie Shakespeare i Sly Dunbar.

## Spis utworów
Str. A
1. Easy Snappin'
2. Fiesta
3. Chang Kai Shek
4. Don't Stay Out Late

Str. B
1. Red Top
2. EX (X) Paradise
3. Ganja
4. That Man Is Forward

## Muzycy
- Rico Rodriguez - puzon, instrumenty perkusyjne, perkusja
- George Fullwood - bas (A4, B1, B3, B4)
- Robbie Shakespeare - bas A1, A2, A3, B2)
- Santa - perkusja (A4, B1, B3, B4)
- Sly Dunbar - perkusja (A1, A2, A3, B2)
- Earl "Chinna" Smith - gitara (A4, B1, B3, B4)
- Mikey Chung - gitara (A1, A2, A3, B2)
- Jah Jerry - gitara (A4, B1, B3, B4)
- Robbie Lyn - klawisze (A1, A2, A3, B2)
- Winston Wright - klawisze (A4, B1, B3, B4)
- Dick Cuthell - trąbka instrumenty perkusyjne
- "Deadly" Headley Bennett- saksofon altowy (A1, A2, A3, A4, B2, B3, B4)
- Cedric Brooks - saksofon tenorowy (A1, B1)
- Glen DaCosta - saksofon tenorowy (A1, A2, A3, A4, B2, B3, B4)
- David Madden - trąbka (A1, A2, A3, A4, B2, B3, B4)